# Эволюция (башня)
Башня «Эволюция» (в оригинале Evolution Tower) — башня, расположенная на 2-м и 3-м участках Московского международного делового центра. 
Находится на Пресненской набережной у пешеходного моста Багратион, выполнена в форме закрученного вокруг собственной оси 246-метрового 55-этажного небоскрёба, расположенного на трёхуровневом стилобате. На крыше стилобата расположена благоустроенная террасированная городская площадь, а пространство внутри отдано под торговую зону.
В списке самых высоких зданий в России по состоянию на 2019 год занимает 10-е место; общая площадь комплекса — 154 тысячи м², из них офисная часть расположена на 94 тысячах м², из которых 79 тысяч м² — арендопригодная, ещё 14,7 тысячи м² приходится на торговую часть. Принадлежит государственной компании «Транснефть».

## История
Изначально компания «Снегири» Александра Чигиринского и «Интеко» Елены Батуриной планировали на этой площадке построить крупнейший в столице Дворец бракосочетания. C кризисом 2008 года проект был заморожен. Затем в 2010 году «Интеко» продала свою долю Виктору Рашникову и его партнёру Надеру Надеру. В размороженном проекте от Дворца бракосочетания отказались в пользу офисной башни, отдав предпочтение деловой составляющей.
Строительство небоскрёба началось в 2012 году. В августе 2011 «Газпромбанк» открыл застройщику 7-летнюю кредитную линию объёмом 345 миллионов долларов для завершения строительства. В 2015 году МФК «Эволюция», включающий трёхуровневую торгово-развлекательную часть, ввели в эксплуатацию. Генеральным подрядчиком выступила турецкая компания Renaissance Construction. Точные затраты на строительство неизвестны, но «РБК» приводил оценки эксперта, называвшего диапазон в 446—520 млн долларов.

## Архитектурное решение
Башня «Эволюция» была спроектирована компанией «Горпроект» (2011—2014), автор концепции и главный архитектор проекта — Филипп Валерьевич Никандров, изначальная идея спиральной башни на этом участке (City Palace Tower) была разработана шотландским бюро RMJM в 2005-2007 гг, тогда форма спирали стала проекцией символа «инь-янь», символизируя танцующую пару — жениха и невесту. У подножия башни по проекту должен был располагаться Дворец бракосочетания, но от этой идеи впоследствии отказались.
В 2011 году после ребрендинга проекта башня получила название «Эволюция». Впоследствии планировочные решения были пересмотрены, башня выросла на 7 уровней и получила уникальное фасадное решение в виде холодногнутого остекления.
Комплекс занимает территорию в 2,55 га, 2 из которых — благоустроенная террасированная общегородская площадь. Трёхуровневый стилобат общей площадью 28 тысяч м2 отдан под торговую галерею «Эволюция». Из неё организованы выходы в башню, на станцию метро «Выставочная» и к пешеходному мосту Багратион. Кровля стилобата сделана эксплуатируемой: она приспособлена для фонтанов, террас кафе и озеленения. Перепад высот между крышей и набережной компенсируют эскалаторы, защищённые навесами. Под стилобатом расположена многоуровневая парковка на 1292 машиноместа.
Каждый из верхнего 51 этажа самой башни повёрнут относительно предыдущего на 3 градуса, таким образом здание «закручено» более чем на 156 градусов. При этом центральное ядро и восемь колонн с 15-метровыми пролётами между осями остаются строго вертикальны всю высоту. Спиралеобразную геометрию повторяют только четыре угловых опоры здания. Для проекта была спроектирована самоподъёмная система опалубки, объединившая в себе функции ветрозащиты и рабочей платформы. Благодаря этому удалось добиться возведения этажа за 6 дней. Верх башни увенчан двумя асимметричными «арками» пролётом 41 м, визуально объединяющими два противоположных фасада. Они были произведены в Пьемонте и позже по частям доставлены в Россию.
В остеклении фасада применены однокамерные холодногнутые стеклопакеты с зеркальным стеклом SunGuard High Performance от Guardian Industries. Непрерывная лента гнутого остекления площадью 60 тысяч м² с постоянным наклоном в углах башни (примерно 14 градусов к вертикали) создаёт оптическую иллюзию, отражая панорамы Москвы перевёрнутыми под углом 90 градусов к горизонту.
В здании использовано новое решение ThyssenKrupp для лифтов: две кабины независимо циркулируют в одной лифтовой шахте, что позволило сократить количество шахт с 12 до 10.

### Признание и награды
В 2015 году башня «Эволюция» получила гран-при и была признана лучшим реализованным проектом с применением стекла и светопрозрачных конструкций на IV Российском архитектурном конкурсе «Стекло в архитектуре 2015 года», организованном Союзом архитекторов России.
В 2015 году башня стала финалистом Международного конкурса Лучших небоскрёбов мира «CTBUH Awards 2015», организованного Советом по высотным зданиям и городской среде (США) в номинации «Лучшее высотное здание в Европе».
В 2015 году проект стал победителем профессионального конкурса НОПРИЗ, получив первое место в номинации «Лучший проект многофункционального комплекса».
В 2016 году Совет по высотным зданиям и городской среде включил башню «Эволюция» в список 30 высочайших спиралевидных небоскрёбов мира.

## Арендаторы и резиденты
На нулевом уровне торгового центра расположен семейный тематический парк профессий «Мастерславль». Минус первый этаж является пешеходной зоной с выходами к метро и мосту, там же расположены торговые галереи, бутики, рестораны, кафе, супермаркет и банкетные залы. На минус втором уровне размещается паркинг.
В башню постепенно переезжает центральный офис компании «Транснефть».

## Владельцы
Владельцем проекта Evolution Tower была компания ООО «Сити Палас», которой на паритетных началах владели фирмы «Интеко» Елены Батуриной и «Снегири Девелопмент» Александра Чигиринского. В 2010 году, после отставки своего супруга Юрия Лужкова с поста мэра Москвы, Батурина продала долю в проекте за 37 млн долларов компании Snapbox Виктора Рашникова и его партнёра Надера Надера. Акционеры «Снегири Девелопмент», обладавшие правом преимущественного выкупа доли, через шесть лет после сделки заявили, что отказались тогда от своего права из-за наличия неких параллельных договорённостей с Рашниковым по проектам башни «Россия» и гостиницы «Россия» в Зарядье. В ответ представители Рашникова и Надера заявили, что никаких параллельных договорённостей между сторонами не было, а доля в Evolution Tower приобреталась напрямую у Елены Батуриной, что подтверждается ею самой.
Также акционеры «Снегири Девелопмент» заявили, что доля была продана по заниженной цене: якобы рыночная стоимость всего проекта на тот момент, по оценке Cushman & Wakefield, составляла 361 млн долларов (соответственно, половина могла стоить до 180,5 млн долларов). Однако Елена Батурина усомнилась в справедливости данной оценки. «Заявление об оценке продаваемой доли в 180 млн долларов также вызывает удивление и вопросы. Я имею серьёзный опыт в недвижимости и в 2010 году продавала свою долю по рыночной цене на свободном рынке», — подчеркнула Елена Батурина.
В июле 2014 года стало известно, что компания «Транснефть» готовится выкупить башню за сумму около 1 млрд долларов. Ожидалось, что сделка станет крупнейшей на офисном рынке Москвы. Официально сделка состоялась весной 2016 года: «Транснефть» покупала только офисные пространства и с учётом изменившегося курса могла заплатить около 300 млн долларов. В дальнейшем стало известно, что компания-продавец ООО «Сити Палас» получила 267,6 млн долларов чистой прибыли и должна была распределить их между конечными бенефициарами. Деньги, однако, были переведены только на счёт компании Frental, контролируемой Александром Чигиринским, тогда как компания Snapbox Виктора Рашникова и Надера Надера так и не получила свою долю прибыли.
В 2016 году Арбитражный суд Москвы на формальных основаниях отклонил иск Snapbox к «Сити Палас» о выплате причитающихся ей 133,8 млн долларов: по мнению суда, кипрская компания не была прямым участником «Сити Палас». Тогда структуры Рашникова подали аналогичный иск в Лимасоле и добились наложения ареста на имущество компании Frental Developments и фирм, входящих в ГК «Снегири». Сумма требований с учётом недополученной прибыли и судебных издержек увеличилась до 170 млн долларов.

## Галерея строительства
- 12 сентября 2012, 10-й этаж
- 20 октября 2012, 15-й этаж
- 18 февраля 2013, 29-й этаж
- 23 марта 2013, 34-й этаж
- 26 мая 2013, 46-й этаж
- 29 июня 2013, 49-й этаж
- 28 августа 2013, 52-й этаж
- 29 декабря 2013, остекление
- 15 февраля 2014, возведены 54 этажа, идёт остекление
- 30 марта 2014
- 7 октября 2014, финальные работы на фасаде